# يوم استقلال الإمارات العربية المتحدة
اليوم الوطني الإماراتي يوافق يوم الثاني من ديسمبر كل عام، والذي تحتفل فيه دولة الإمارات العربية المتحدة بذكرى قيام اتحادها الذي تأسس عام 1971. الإمارات العربية المتحدة دولة اتحادية تأسست في 2 ديسمبر 1971 وتتكون من سبع إمارات هي: أبو ظبي، ودبي، والشارقة، وعجمان، وأم القيوين، ورأس الخيمة، والفجيرة. وتعد الدولة واحدة من الدول الأكثر استقرارا على مستوى العالم في التاريخ الحديث، إضافة إلى ريادتها في مجالات الاقتصاد والاستقرار الاجتماعي والأمن.
كانت الانطلاقة التاريخية لهذا الاتحاد قد بدأت في 18 يوليو 1971م، عندما قرّر حكّام ست إمارات من الإمارات المتصالحة هي: أبوظبي، ودبي، والشارقة، وعجمان، وأم القيوين، والفجيرة، تكوين دولة الإمارات العربية المتحدة. وفي 2 ديسمبر 1971م تمّ الإعلان رسمياً عن تأسيس دولة اتحادية مستقلة ذات سيادة. وفي العاشر من فبراير عام 1972م أعلنت إمارة رأس الخيمة انضمامها للاتحاد ليكتمل عقد الإمارات السبع في إطار واحد، ثم أخذت تندمج تدريجيا بشكل إيجابي بكل إمكاناتها.
تتمتع دولة الإمارات العربية المتحدة بالاستقلال التام والسيادة الكاملة، وشعب كافة الإمارات واحد، ولمواطنيه جنسية واحدة وهي جنسية دولة الإمارات العربية المتحدة. وللاتحاد علمه وشعاره ونشيده الوطني.

## تاريخ

### نشأة إمارات الساحل المتصالح
بعد هزيمة القواسم في الحملة البريطانية الرابعة عام 1819، وقعت بريطانيا سلسلة من الاتفاقيات مع مشايخ الخليج بين الفترة من عام 1820 إلى 1853، ووفقا لهذه الاتفاقيات، تعهد الشيوخ بعدم الدخول في أي اتفاقيات أو إجراء أي اتصالات مع أية قوة أو دولة أخرى عدا الحكومة البريطانية. ومقابل ذلك، تعهّد البريطانيون بتحمّل مسؤولية الدفاع عن المنطقة من أيّ عدوان خارجي، من دون تدخل في الشؤون الداخلية للمشيخات. حافظت هذه الاتفاقيات على سلامة الطريق البحري، وعززها البريطانيون لاحقا بمعاهدات لحماية الهدنة البحرية والتي أكسبت المنطقة فيما بعد اسم إمارات الساحل المتصالح.

### تعزيز السيادة البريطانية في إمارات الساحل المتصالح
في عام 1892م، جددت الحكومة البريطانية اتفاقها مع شيوخ الساحل المتصالح بعدم الدخول في اتفاقيات أو إجراء اتصالات مع أية قوة أو دولة أخرى عدا الحكومة البريطانية. ومقابل ذلك تعهّد البريطانيون مرة أخرى بتحمّل مسؤولية الدفاع عن الإمارات من أيّ عدوان خارجي. وشكلت تلك الاتفاقيات إضافة للاتفاقيات السابقة الموقعة حجر الأساس للسيادة البريطانية في الخليج التي استمرت للخمس والسبعين عاما التالية.
مع نهاية القرن التاسع عشر، بدأ موقف البريطانيين في التغيّر تدريجياً نتيجة للعديد من العوامل والمتغيرات الاقتصاديّة والسياسيّة والثقافيّة على الساحل المتصالح، وتوقّع اكتشاف النفط الذي دفع بريطانيا إلى إبداء اهتمام أكبر بالشؤون المحليّة في المنطقة.
وفي مواجهة التنافس الناشئ مع قوى أجنبيّة أخرى، حصلت بريطانيا على تعهّدات من زعماء الساحل المتصالح لتحويل سلطتهم وسيطرتهم لمنح امتيازات النفط في مناطقهم إلى الحكومة البريطانية، إضافة لعدم منح الأجانب امتيازات مصرفيّة. ونتيجة لتلك الاتفاقيات، أصبح من الضروري تعيين الحدود الداخلية بين إمارات الساحل المتصالح والغير المرسومة قبل ذلك، فتدخل البريطانيون منذ خمسينيات القرن العشرين في تعيين ورسم الحدود لضمان متطلّبات حماية شركات النفط التي كانت تقوم بأعمال التنقيب في المناطق الداخليّة من الإمارات المتصالحة.
وفي بداية عام 1968م، أعلنت الحكومة البريطانية عن نيّتها للانسحاب من منطقة الخليج مع نهاية عام 1971م. وساهم في هذا القرار عدد من العوامل الاقتصادية والتي من أبرزها انخفاض قيمة الجنيه الإسترليني، والضغوط الداخلية من حزب العمال للحد من الإنفاق على المسائل الدفاعية، وعدم القدرة على الاحتفاظ بقوات بريطانية في الخارج.
وفي 30 نوفمبر 1971م، انسحب البريطانيون من الإمارات المتصالحة، وكان ذلك الانسحاب نهاية لسيادة العهد البريطاني في المنطقة. ومن الجدير ذكره أنّ "الإمارات المتصالحة كانت أوّل منطقة عربية تفرض بريطانيا سلطتها عليها عام 1820م، وآخر منطقة تتركها عام 1971م.

### قيام دولة الإمارات العربية المتحدة
وبعد إعلان البريطانيين عام 1968 عن نيتهم بالانسحاب من منطقة الإمارات المتصالحة، بدأ الشيخ زايد بن سلطان آل نهيان  بالتحرك سريعاً لتعزيز الروابط مع إمارات الساحل المتصالح.وقد أكّد فور توليه سدّة الحكم في 6 أغسطس عام 1966م حاكماً لإمارة أبو ظبي مدى أهمية الاتحاد وقال معلّقاً: «نستطيع بالتعاون وبنوع من الاتحاد، اتباع نموذج الدول الأخرى النامية».

### توقيع اتفاقية الاتحاد عام 1968
اتّخذ كل من الشيخ زايد مع الشيخ راشد بن سعيد آل مكتوم حاكم دبي الخطوةَ الأولى نحو إنشاء الاتحاد. كان الهدف من هذا الاتحاد أن يكون نواةً للوحدة العربية، وحماية الساحل الذي كانت الثروة النفطية متوقعة فيه من مطامع الدول المجاورة الأكثر قوة.
وعُقد اجتماع في 18 من فبراير 1968م في منطقة السميح على الحدود بين أبو ظبي ودبي، وقد وافق الشيخ زايد والشيخ راشد في ذلك اللقاء التاريخي على دمج إمارتَيهما في اتحاد واحد، والمشاركة معاً في أداء الشؤون الخارجية والدفاع، والأمن والخدمات الاجتماعية، وتبنّي سياسة مشتركة لشؤون الهجرة. وقد تُركت باقي المسائل الإدارية إلى سلطة الحكومة المحلية لكلّ إمارة. وعُرفت تلك الاتفاقية المهمة بـ«اتفاقية الاتحاد»، وكانت الخطوة الأولى نحو توحيد الساحل المتصالح كاملًا.

### تشكيل اتحاد الإمارات العربية
قام الشيخ زايد والشيخ راشد بدعوة حكّام الإمارات الخمس المتصالحة الأخرى بالإضافة إلى البحرين، وقطر، للمشاركة في مفاوضات تكوين الاتحاد، زيادةً في تعزيز الاتحاد؛ ولاهتمام الشيخ زايد والشيخ راشد بتقويته.

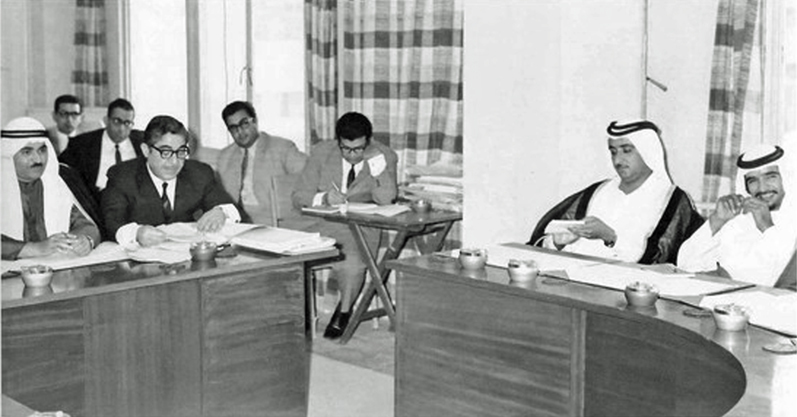
اجتماع مجلس الحكام برئاسة الشيخ خالد القاسمي وبجانبه عدي البيطار وبحضور الشيخ مكتوم آل مكتوم والشيخ طحنون آل نهيان.

لكن ما لبثت أن فشلت هذه المحاولة، ففي صيف عام 1971م أصبح من الواضح أنّه لم يعد لإيران أية مطالب في البحرين، فأعلن الشيخ عيسى بن سلمان آل خليفة استقلالَ الجزيرة في 14 أغسطس 1971م، تبعتها قطر في 1 سبتمبر 1971م، معلنتين عن سيادة كل منهما على أراضيها. وبالفعل نالت كل دولة منهما الاعترافات العربية والدولية لكن مشكلة الإمارات بقيت قائمة.
حاول قطبا الاتحاد الشيخ زايد والشيخ راشد مرة أخرى ضم الإمارات السبع إلى بعضها، غير أن تلك المحاولة كان مصيرها الفشل أيضا بسبب ظهور خلافات حول أمور كثيرة أبرزها موقع عاصمة الاتحاد وكيفية تمثيل الإمارات الأعضاء في مجلس الاتحاد. فحاولا من جديد، واجتمع الشيخ زايد والشيخ راشد وقررا أن يشكلا اتحادا بينهما وكلّفا عدي البيطار المستشار القانوني لحكومة دبي بكتابة الدستور. وعند إتمامه تتم دعوة حكام الإمارات الباقية للاجتماع، وفي هذا الاجتماع يقررون الانضمام إليه إذا شاؤوا. أما هما فكانا قد اتخذا قرارا بالاتحاد بين دبي وأبوظبي ولم يبقَ إلا التنفيذ.

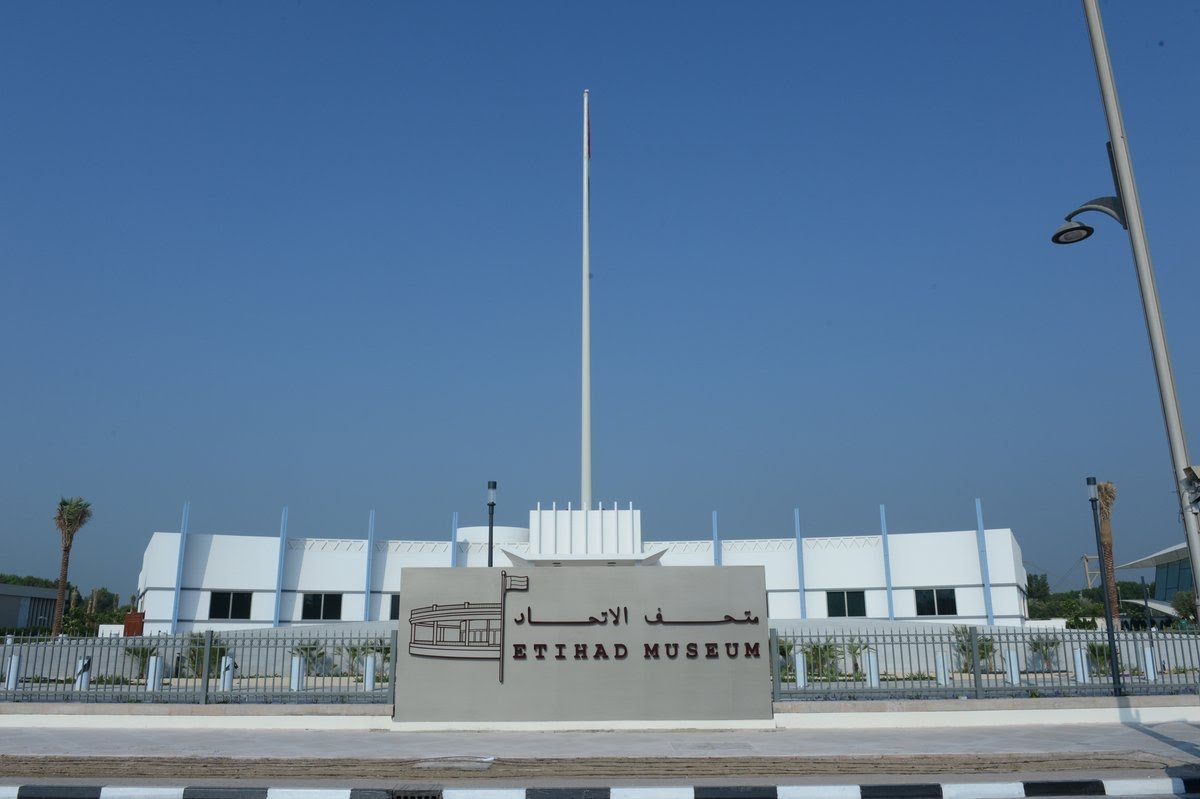
متحف الاتحاد في دبي الذي افتتح عام 2017م حيث رفع علم دولة الإمارات العربية المتحدة الأول في المنطقة التي بني فيها المتحف اليوم.

وفي الفترة من 25 إلى 27 فبراير 1968م، عقد حكّام الإمارات التسع مؤتمراً دستورياً في دبي، ووقعوا اتفاقية مكوّنة من إحدى عشرة نقطةً، والتي أصبحت قاعدةً للجهود المكثّفة لتشكيل الهيكل الدستوري والشرعي لـ«اتحاد الإمارات العربية».
في تلك الفترة عقدت عدّة اجتماعات على مستويات مختلفة من السلطة، من أجل الاتفاق على القضايا الرئيسة في اجتماعات المجلس الأعلى للحكّام الذي يتكوّن من رؤساء الإمارات التسع. ويكون المجلس مسؤولاً عن إصدار القوانين الاتحادية، وهو السلطة العليا في اتخاذ القرارات بشأن المسائل ذات الصلة، ويتخذ قراراته بالإجماع.
وقد تعرضت دولة الإمارات الوليدة قبيل إعلان استقلالها إلى ضربة من جارتها إيران، حين أقدمت بحريتها في آخر نوفمبر 1971 على احتلال الجزر الثلاث: طنب الكبرى وطنب الصغرى وأبو موسى.

### إعلان قيام دولة الإمارات العربية المتحدة

غرفة الاجتماعات التي تم فيها توقيع اتفاق الاتحاد

وفي 18 يوليو 1971م، قرّر حكّام ست إمارات من الإمارات المتصالحة، هي: أبو ظبي، ودبي، والشارقة، وعجمان، وأم القيوين، والفجيرة، تكوين الإمارات العربية المتحدة، وفي 2 ديسمبر 1971م، اجتمع حكام الإمارات الست وهم الشيخ زايد بن سلطان آل نهيان حاكم أبوظبي، والشيخ راشد بن سعيد آل مكتوم حاكم دبي، والشيخ خالد بن محمد القاسمي حاكم الشارقة، والشيخ محمد الشرقي حاكم الفجيرة، والشيخ أحمد المعلا حاكم أم القيوين، والشيخ راشد بن حميد النعيمي حاكم عجمان، واتفاقهم على الاتحاد فيما بينهم حيث أقر دستور مؤقت ينظم الدولة ويحدد أهدافها.
| البلاغ التاريخي لإعلان قيام دولة الإمارات العربية المتحدة: يزف المجلس الأعلى هذه البشرى السعيدة إلى شعب الإمارات العربية المتحدة وكل الدول العربية الشقيقة، والدول الصديقة، والعالم أجمع، معلناً قيام دولة الإمارات العربية المتحدة دولة مستقلة ذات سيادة، وجزءاً من الوطن العربي الكبير |
| —تاريخ دولة الإمارات - الموقع الرسمي لحكومة دولة الإمارات |

تمّ الاتفاق رسمياً على وضع دستور مؤقّت ضم 152 مادة، وارتكز على نسخة معدّلة من نصّ الدستور السابق لإمارات الخليج التسع. واعتمدت أبو ظبي كالعاصمة المؤقتة للاتحاد، وانتخب حاكم أبو ظبي، الشيخ زايد بن سلطان آل نهيان، من قبل الحكام ليكون أوّل رئيس لدولة الإمارات العربية المتحدة، وأعيد انتخابه بعد انتهاء فترة خمس سنوات. وانتخب الشيخ راشد بن سعيد آل مكتوم نائباً للرئيس واستتمر في المنصب حتى وفاته عام 1990م.
خرج أحمد خليفة السويدي - مستشار الشيخ زايد، وقد عُيّن وزيرا للخارجية في أول تشكيل وزاري للدولة - ليعلن أمام رجال الإعلام عن قيام الاتحاد. ورفع علم الدولة في قصر الضيافة بدبي الذي يعرف اليوم باسم «بيت الاتحاد».

### قوات الأمن الاتحادية والقوات المسلحة لحكومة دولة الإمارات
بعد قيام الاتحاد، قرر الشيخ زايد توحيد القوات المسلحة تحت علم واحد وقيادة واحدة، وذلك في 6 من مايو عام 1976 بموجب المادة 138 من الدستور، والتي نصت على أن يكون للاتحاد قوات مسلحة برية وبحرية وجوية، موحدة التدريب والقيادة، ويكون تعيين القائد العام لهذه القوات، ورئيس الأركان العامة، وإعفاؤهما من منصبيهما بمرسوم اتحادي. وجاء في المادة المذكورة أنه يجوز أن يكون للاتحاد قوات أمن اتحادية. ومجلس وزراء الاتحاد هو المسؤول مباشرة أمام رئيس الاتحاد والمجلس الأعلى للاتحاد عن شؤون هذه القوات جميعا.

### اكتمال الاتحاد بين الإمارات السبع
انضمت إمارة رأس الخيمة للاتحاد في وقت لاحق، حين تلقت تأكيدات من حكومة الاتحاد أن الدولة ستتابع قضية استعادة جزر طنب الصغرى وطنب الكبرى التابعتين للإمارة، واللتين تم احتلالهما من إيران. وتقدمت رأس الخيمة في 23 ديسيمبر 1971 بطلب الانضمام إلى الاتحاد، وفي 10 فبراير 1972 تمت الموافقة على قبولها في عضوية الاتحاد بقرار صادر من المجلس الأعلى، وبذلك اكتمل كيان الاتحاد، والذي أصبح يعرف رسميا بدولة الإمارات العربية المتحدة.

## الاعتراف الدولي بدولة الإمارات العربية المتحدة
- انضمت دولة الإمارات إلى عضوية الجامعة العربية في 2 ديسمبر1971، وأصبحت بذلك العضو الثامن عشر بالجامعة.
- في 9 ديسمبر 1971، وافق مجلس الأمن الدولي على انضمامها إلى عضوية الأمم المتحدة.
- حصلت على عضوية منظمة التعاون الإسلامي عام 1972.
- ساهمت الدولة بإنشاء مجلس التعاون لدول الخليج العربية عام 1981، والذي يضم كل من المملكة العربية السعودية، ودولة الكويت، ودولة الإمارات العربية المتحدة، ودولة قطر، ومملكة البحرين، وسلطنة عمان.